# Juan de la Jaraquemada
Juan de la Jaraquemada (Isole Canarie, ... – Santiago del Cile, aprile 1612) è stato un militare spagnolo, scelto dal viceré del Perù, Juan de Mendoza y Luna, per essere nominato capitano generale, Governatore Reale del Cile e presidente della Audiencia Reale di Santiago. Rimase in carica dal 1º gennaio 1611 al 27 marzo 1612.
| Controllo di autorità | VIAF (EN) 87512860 · ISNI (EN) 0000 0000 6008 6740 · BNE (ES) XX1735243 (data) |